# كارل إي. موسى
كارل إي. موسى (بالإنجليزية: Carl E. Moses)‏ هو شخصية أعمال وسياسي أمريكي، ولد في 16 يوليو 1929، وتوفي في 30 أبريل 2014 في ساند بوينت في الولايات المتحدة. حزبياً، نشط في الحزب الجمهوري والحزب الديمقراطي. وقد انتخب عضو مجلس نواب ألاسكا.